# Transporte de Islandia

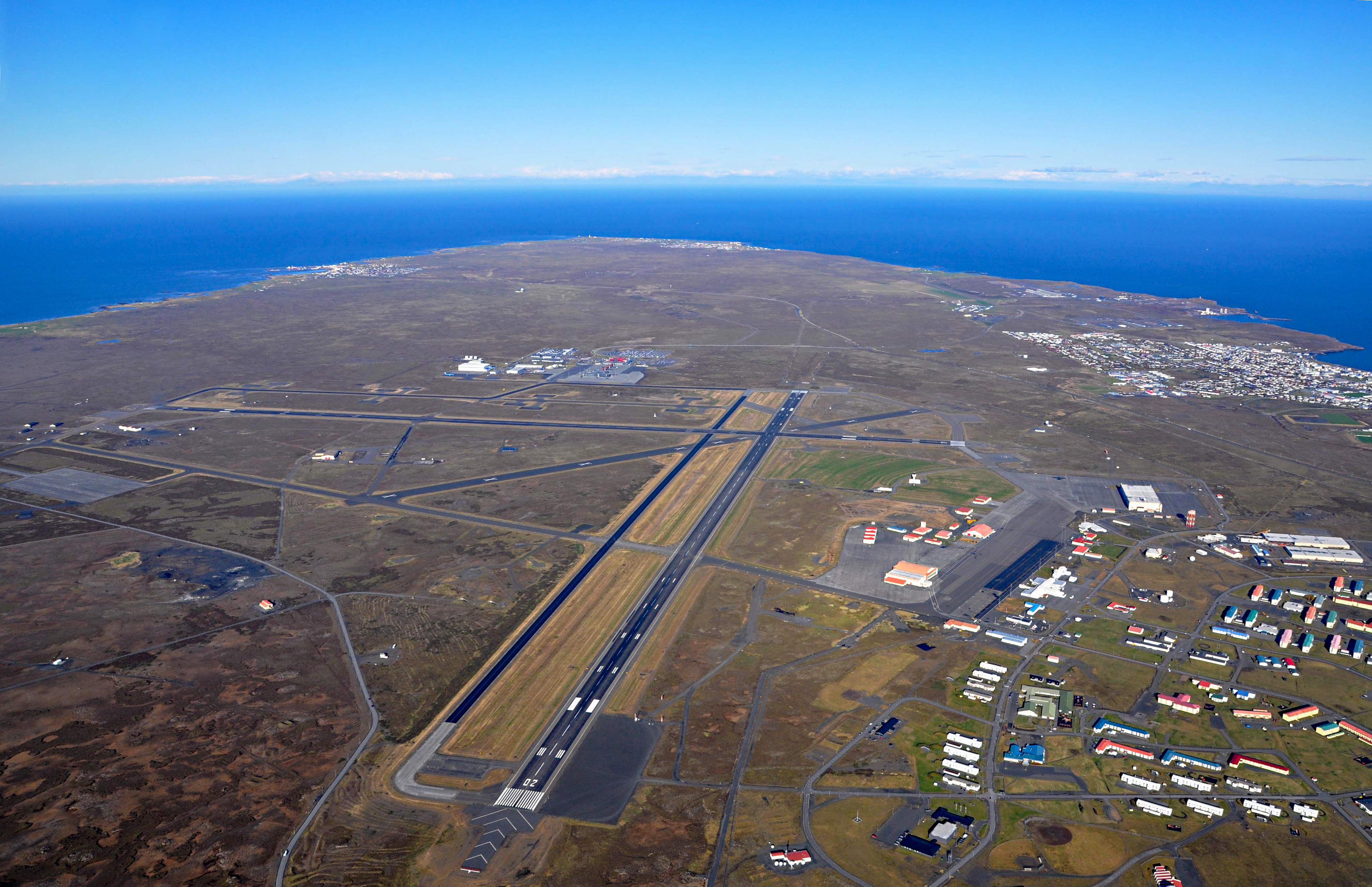
Pista del Aeropuerto Internacional de Keflavík, el más grande de Islandia.

El transporte de Islandia comprende los diferentes sistemas de comunicación que conectan esa isla entre Europa y América con el resto del mundo, así como a las diferentes comunidades dentro de su territorio nacional. Como la mayor parte de la población se concentra en el suroeste de la isla, esa zona alberga una buena parte de los puertos, aeropuertos y carreteras. Recientemente, la construcción de túneles ha acelerado el comercio. Islandia no cuenta con líneas férreas y sus ríos no son navegables. Su principal carretera es la Hringvegur, que rodea la isla.

## Terrestre

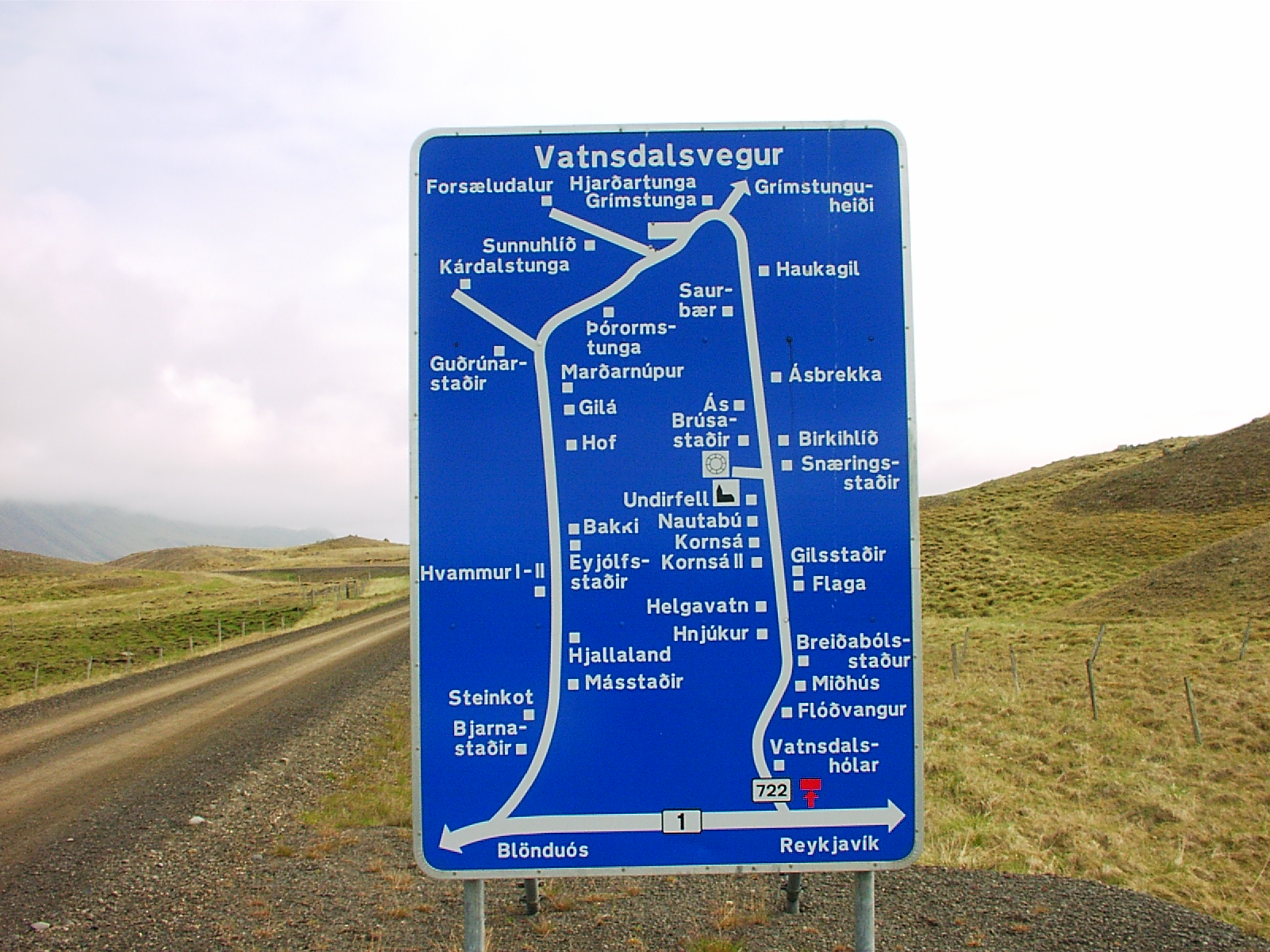
Señal de tráfico en islandés.

Tiene 12 691 km de carreteras, de los cuales solo 3262 km están pavimentados. La carretera principal, Hringvegur, rodea la isla y une las principales ciudades. Las carreteras secundarias del interior conectan con fiordos y penínsulas.
No existe un sistema ferroviario, aunque hay tres pequeñas líneas de ferrocarril. En 2008, 12 representantes del Alþingi —el parlamento local— propusieron construir una línea entre la capital, Reikiavik, y el aeropuerto de Keflavík y un tren ligero dentro de la Región Capital.
Existe un importante sistema de túneles, como el Hvalfjörður, el más largo de la isla, que comunica las localidades de Mosfellsbær y Akranes, en la región de Höfuðborgarsvæðið.

## Aéreo

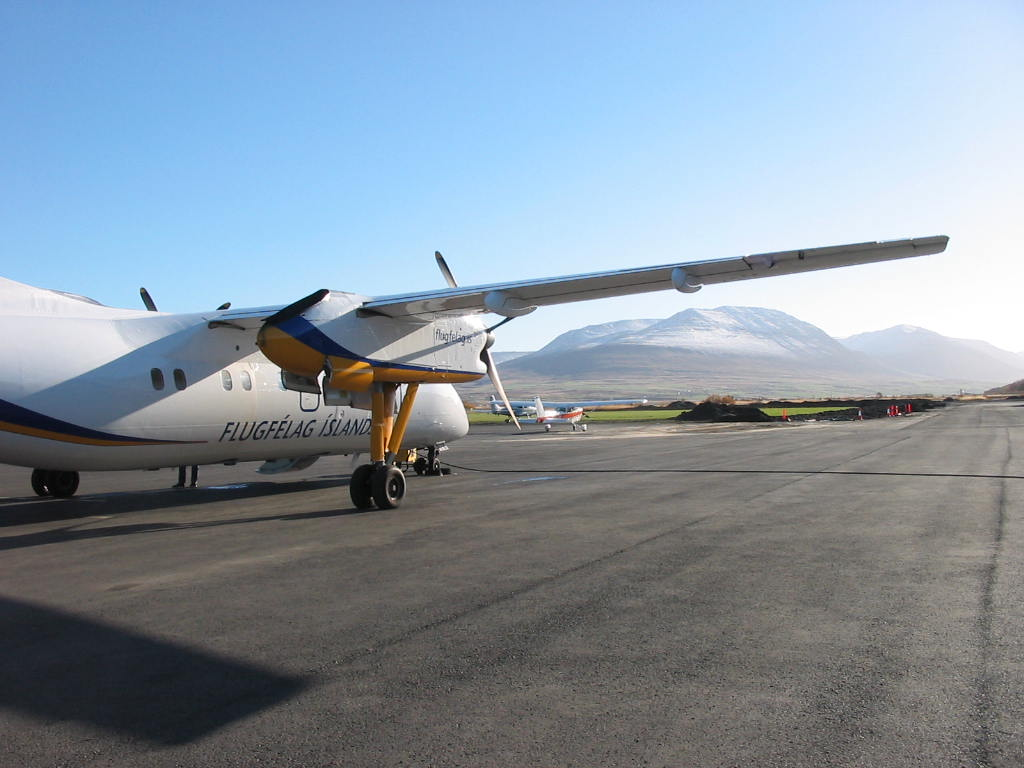
Dash 8-Q100/Q200 de Air Iceland en la pista del aeropuerto de Akureyri.

Islandia contaba con 96 aeropuertos en 2013, pero solo 7 pistas estaban pavimentadas. De ellas, una mide más de 3047 metros, tres miden entre 1524 y 2437 metros y otras tres miden entre 914 a 1523 metros.
Los aeropuertos más importantes son el de Keflavík, el de Aeropuerto de Reikiavik y el de Akureyri.
A pesar de su aislacionismo geográfico, la compañía aérea de bajos precios Icelandair tiene operativos vuelos desde el aeropuerto Internacional de Keflavík y el de Reykjavík a Norteamérica y ciudades europeas como Londres y Copenhague. Otras aerolíneas son Air Atlanta Icelandic, Air Iceland, Bluebird Cargo, Eagle Air, Mýflug, Norlandair y WOW air.

## Marítimo

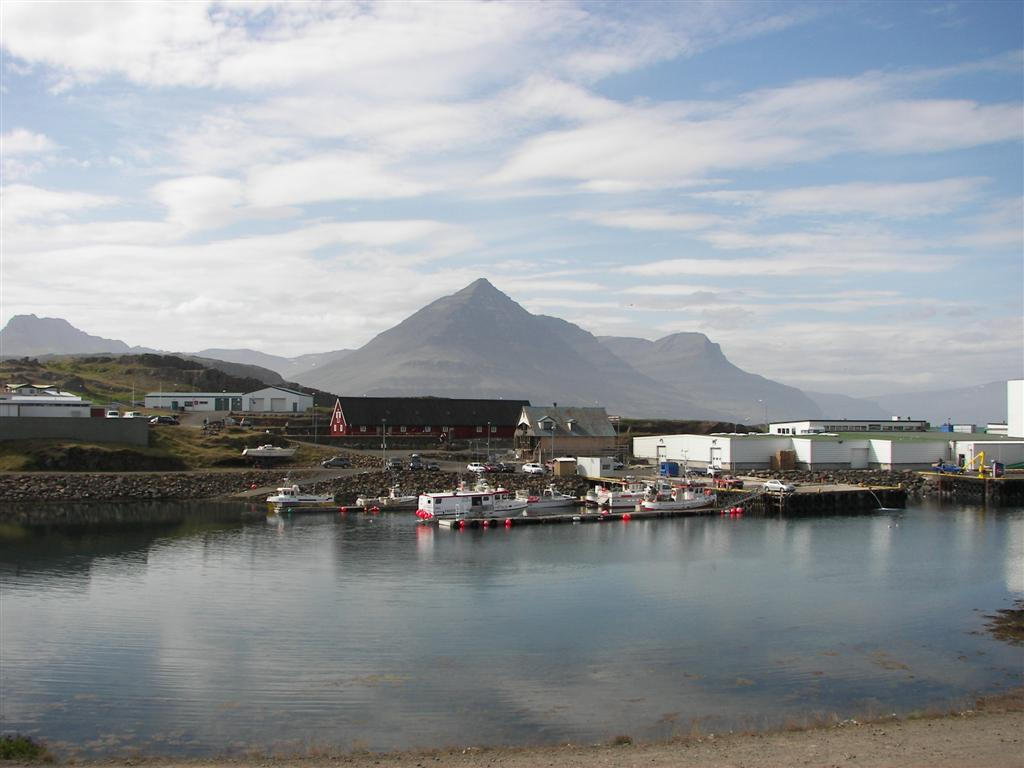
Puerto en Djúpivogur en la región de Austurland.

Su principal puerto es el de la capital Reikiavik. Otras localidades portuarias son Akureyri, Hornafjörður, Ísafjörður, Keflavík, Raufarhöfn, Seyðisfjörður, Straumsvík y Vestmannaeyjar.
La navegación a lo largo de la isla está reservada al transporte de mercancías. Cada vez más, sin embargo, se usan camiones. La isla está comunicada con el resto de Europa a través de ferris regulares.
La navegación fluvial es escasa pues sus ríos no son navegables comercialmente, entre otras razones por los marcados cambios de altura en el terreno. La mayoría de los cursos de agua nacen en las Tierras Altas, a varios miles de metros de altura, y en un cauce relativamente corto bajan hasta el océano, lo que favorece la formación de las famosas cascadas de la isla. Estos representan sin embargo un importante obstáculo para las comunicaciones terrestres.